# Liste der Nationalparks in Gabun

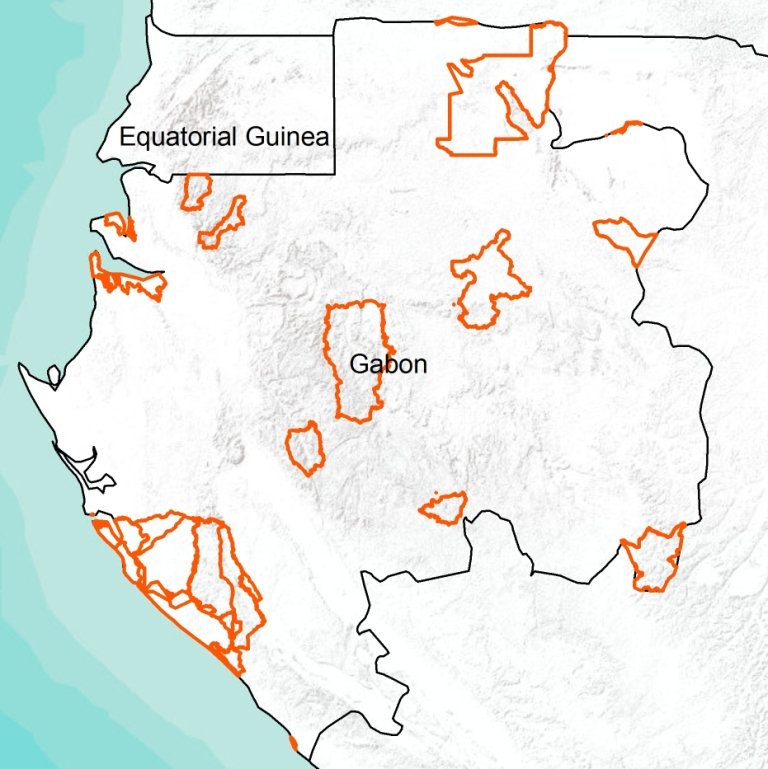
Übersichtskarte der Nationalparks in Gabun

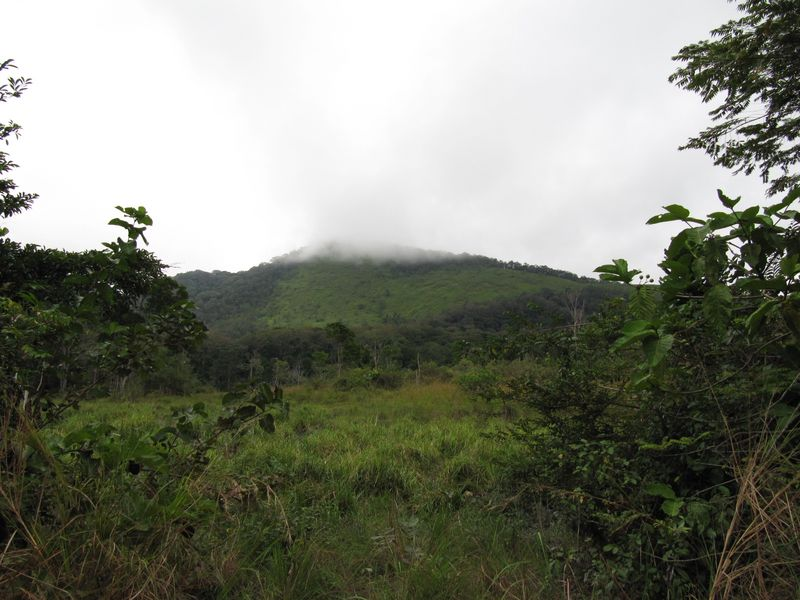
Lopé-Okanda National Park

In Gabun gibt es 13 Nationalparks, die alle 2002 eingerichtet wurden, als Präsident Omar Bongo die Nationale Agentur für Nationalparks (französisch: Agence Nationale des Parcs Nationaux, ANPN) gründete. Die Nationalparks bedecken 10 % des Landes.

## Nationalparks
| Name                            | Fläche   |
| ------------------------------- | -------- |
| Akanda National Park            | 540 km²  |
| Batéké-Plateau-Nationalpark     | 2034 km² |
| Birougou National Park          | 690 km²  |
| Crystal Mountains National Park | 1200 km² |
| Ivindo National Park            | 3000 km² |
| Loango National Park            | 1550 km² |
| Lopé-Okanda National Park       | 4910 km² |
| Mayumba National Park           | 870 km²  |
| Minkébé National Park           | 7570 km² |
| Moukalaba-Doudou National Park  | 4500 km² |
| Mwangné National Park           | 1160 km² |
| Pongara National Park           | 929 km²  |
| Waka National Park              | 1060 km² |